# Humidicutis czuica
Humidicutis czuica är en svampart som först beskrevs av Rolf Singer, och fick sitt nu gällande namn av Rolf Singer 1962. Humidicutis czuica ingår i släktet Humidicutis och familjen Hygrophoraceae.   Inga underarter finns listade i Catalogue of Life.